# Adela Noriega
Adela Amalia Noriega Méndez (Ciudad de México, 24 oktober 1969) is een Mexicaans actrice, vooral bekend om haar rollen in telenovelas.

## Biografie
Adela Noriega werd in 1969 geboren in Mexico-Stad waar ze ook opgroeide. Noriega trad al op jonge leeftijd op als model en in reclamespots en muziekvideo’s. Tijdens het maken van een reclamespot werd ze opgemerkt door producent Luis de Llano Macedo en kreeg ze op veertienjarige leeftijd als jeugdactrice een rol in de telenovela Principessa en kort daarna in Juana Iris. Haar eerste hoofdrol had ze in 1986 in Yesenia, een historische telenovela en in 1987 de hoofdrol in de coming of age-telenovela Quinceañera, die aanzien wordt als een van de meest toonaangevende series van Latijns-Amerika. Nadat Noriega in 1993 een contract tekende bij de rivaliserende televisiezender Telemundo voor de hoofdrol in Guadalupe werd ze door Televisa gebannen. Niettemin werd Guadalupe een groot succes zowel nationaal als internationaal. In 1997 keerde ze terug naar Televisa waar ze begin jaren 2000 verscheidene prijzen behaalde voor haar acteerwerk in onder andere El Manantial en Amor Real. 

### Privaat leven
Noriega’s vader stierf toen ze nog jong was en haar moeder overleed in 1995 aan kanker. Ze heeft nog een oudere zus, Reyna en een jongere broer, Alejandro. Noriega houdt haar private leven ver weg van de pers en maakt maar weinig mediaoptredens zodat er weinig geweten is over haar. 

## Prijzen en nominaties
Noriega verkreeg een groot aantal prijzen voor haar televisiewerk en vestigde een reputatie als "telenovela queen".

### New York Latin ACE Awards
| Jaar | Categorie                      | Televisieserie        | Resultaat   |
| ---- | ------------------------------ | --------------------- | ----------- |
| 1999 | Vrouwelijk figuur van het jaar | María Isabel          | Genomineerd |
| 2001 | Beste actrice (televisie)      | El privilegio de amar | Gewonnen    |
| 2002 | Beste actrice (televisie)      | El Manantial          | Gewonnen    |
| 2005 | Beste actrice (televisie)      | Amor Real             | Gewonnen    |

### Premios Bravo
| Jaar | Categorie                 | Televisieserie | Resultaat |
| ---- | ------------------------- | -------------- | --------- |
| 2002 | Beste actrice (televisie) | El Manantial   | Gewonnen  |

### Sol de Oro
| Jaar | Categorie                 | Televisieserie | Resultaat |
| ---- | ------------------------- | -------------- | --------- |
| 2002 | Beste actrice (televisie) | El Manantial   | Gewonnen  |
| 2004 | Beste actrice (televisie) | Amor Real      | Gewonnen  |

### Laurel de Oro
| Jaar | Categorie                 | Televisieserie | Resultaat |
| ---- | ------------------------- | -------------- | --------- |
| 2005 | Beste actrice (televisie) | Amor Real      | Gewonnen  |

### Premios TVyNovelas (Mexico)
| Jaar | Categorie                           | Televisieserie        | Resultaat   |
| ---- | ----------------------------------- | --------------------- | ----------- |
| 1985 | Revelatie in komedieserie           | Cachún cachún ra ra!  | Genomineerd |
| 1986 | Beste vrouwelijk debuut             | Juana Iris            | Gewonnen    |
| 1987 | Beste jonge actrice in een hoofdrol | Yesenia               | Genomineerd |
| 1988 | Beste jonge actrice in een hoofdrol | Quinceañera           | Gewonnen    |
| 1990 | Beste jonge actrice in een hoofdrol | Dulce desafío         | Gewonnen    |
| 1998 | Beste jonge actrice in een hoofdrol | María Isabel          | Gewonnen    |
| 1999 | Beste jonge actrice in een hoofdrol | El privilegio de amar | Gewonnen    |
| 2002 | Beste actrice                       | El Manantial          | Gewonnen    |
| 2004 | Beste actrice                       | Amor Real             | Gewonnen    |
| 2006 | Beste actrice                       | La esposa virgen      | Genomineerd |
| 2009 | Beste actrice                       | Fuego en la sangre    | Genomineerd |

### Premios TVyNovelas(Colombia)
| Jaar | Categorie     | Televisieserie | Resultaat   |
| ---- | ------------- | -------------- | ----------- |
| 1996 | Beste actrice | María Bonita   | Genomineerd |

### Palmas de Oro
| Jaar | Categorie                           | Televisieserie | Resultaat |
| ---- | ----------------------------------- | -------------- | --------- |
| 1988 | Beste jonge actrice in een hoofdrol | Quinceañera    | Gewonnen  |
| 2002 | Beste actrice                       | El Manantial   | Gewonnen  |

### Premios Eres
| Jaar | Categorie           | Televisieserie        | Resultaat   |
| ---- | ------------------- | --------------------- | ----------- |
| 1998 | Beste jonge actrice | María Isabel          | Genomineerd |
| 1999 | Beste jonge actrice | El privilegio de amar | Genomineerd |

### Califa de Oro
| Jaar | Categorie     | Televisieserie        | Resultaat |
| ---- | ------------- | --------------------- | --------- |
| 1999 | Beste actrice | El privilegio de amar | Gewonnen  |
| 2003 | Beste actrice | Amor Real             | Gewonnen  |

### Premios El Heraldo de México
| Jaar | Categorie             | Televisieserie | Resultaat |
| ---- | --------------------- | -------------- | --------- |
| 1985 | Vrouwelijke revelatie |                | Gewonnen  |

### Premios INTE
| Jaar | Categorie                 | Televisieserie | Resultaat   |
| ---- | ------------------------- | -------------- | ----------- |
| 2003 | Beste actrice (televisie) | El Manantial   | Gewonnen    |
| 2004 | Beste actrice (televisie) | Amor Real      | Genomineerd |

### Premios Fama
| Jaar | Categorie                 | Televisieserie     | Resultaat |
| ---- | ------------------------- | ------------------ | --------- |
| 2009 | Beste actrice (televisie) | Fuego en la sangre | Gewonnen  |